# Chodscha Sarbos

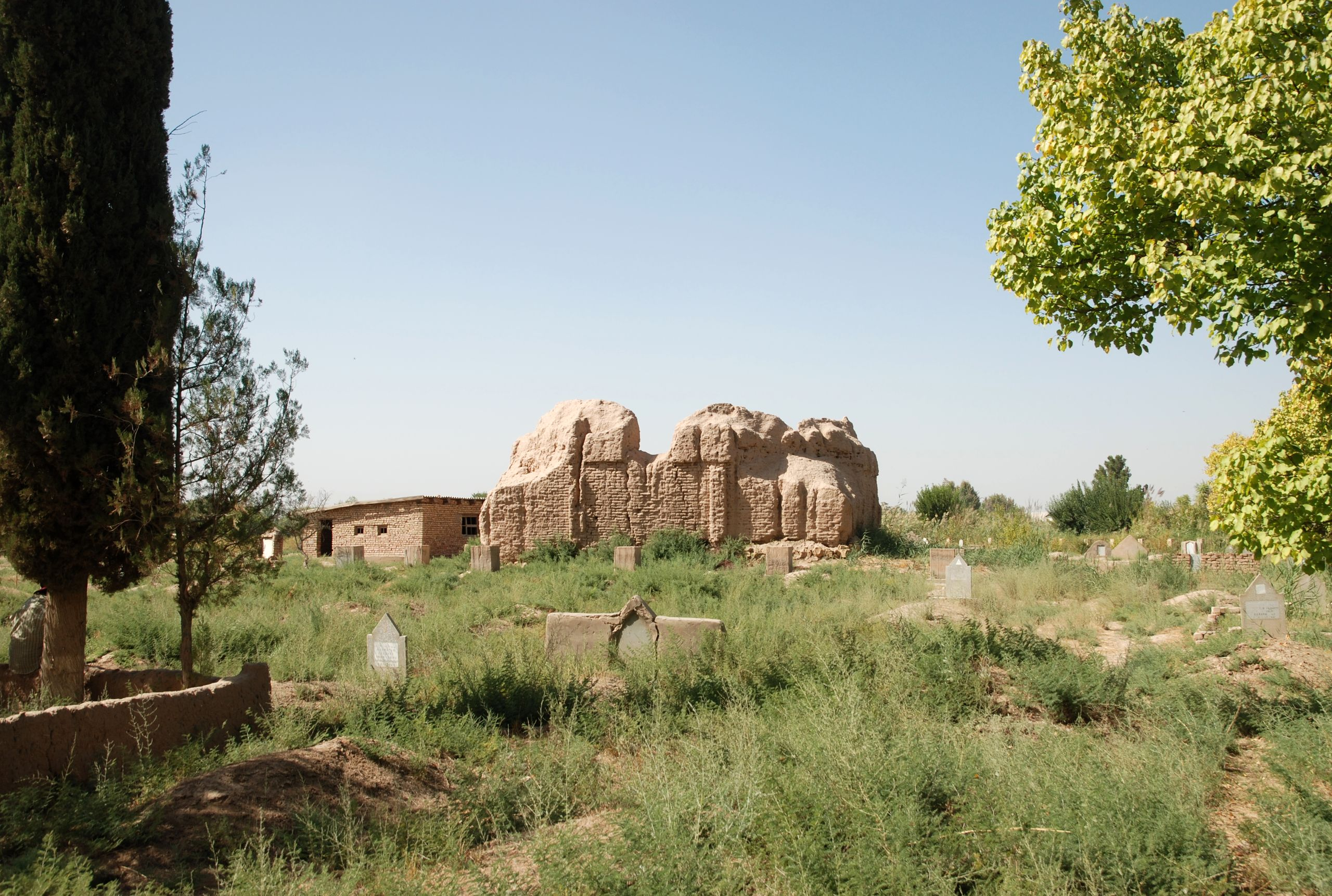
Ruine von Südosten. Links daneben moderner Grabbau. Angeschnitten links im Vordergrund ein heiliger Hain mit Zypresse

Chodscha Sarbos (tadschikisch Хоҷа Сарбоз, russisch Ходжа Сарбоз), auch Khoja Sarboz, ist ein als Ruine aus Lehmziegeln erhaltenes Mausoleum des 11./12. Jahrhunderts nahe der Stadt Schahritus im Südwesten Tadschikistans. Es gehörte zum verbreiteten frühen Typus der quadratischen Einraum-Kuppelbauten in einer für Südtadschikistan charakteristischen Ausprägung.

## Lage
Koordinaten: 37° 13′ 51,3″ N, 68° 8′ 11,9″ O
Von der Kleinstadt Schahritus am rechten (westlichen) Ufer des Kofarnihon führt die Schnellstraße A384 in der weiten Talebene des Kofarnihon nach Süden bis zum Amudarja, welcher die Grenze zu Afghanistan bildet, und an diesem entlang flussabwärts nach Termiz in Usbekistan. Die Entfernung von Schahritus zur Kleinstadt Aiwanj (Ayvaj) am Amudarja beträgt 18 Kilometer, nach Chodscha Sarbos sind es 5 Kilometer auf dieser Strecke. Die Ruine liegt in einem großen Friedhof westlich der Straße hinter Bäumen und ist von der Straße nicht zu erkennen. Südlich einer Anpflanzung mit Aprikosenbäumen zweigt am Ende der niedrigen Umfassungsmauer des modernen Friedhofs eine Asphaltstraße ab, auf der nach 200 Metern das Eingangstor des Friedhofs erreicht ist. Südlich folgen zwischen Büschen und Bäumen entlang der Schnellstraße einige Häuser, die zum Dorf Sajod (Саёд) gehören. Das Ortszentrum von Sajod befindet sich 1,5 Kilometer weiter und östlich der Straße.
Das  älteste erhaltene und das einzige restaurierte mittelalterliche Gebäude am Unterlauf des Kofarnihan um Kubodijon und Schahritus ist die Medrese Chodscha Maschhad (Хоҷа Машҳад) in Sajod: ein Kuppelbau aus gebrannten Ziegeln, der in das 11./12. Jahrhundert datiert wird. Zu den weiteren, in den meisten Fällen kaum bekannten Überresten aus dem islamischen Mittelalter um Schahritus gehören Chodscha Durbod (Хоҷа Дурбод, Khoja Durbad), ein kleines quadratisches Mausoleum aus gebrannten Ziegeln südlich von Sajod und das wenig größere, ebenfalls quadratische Mausoleum Tillo Khaloji in der Nähe von Aiwanj. In dessen noch aufrecht stehenden Wänden legt die lokale Bevölkerung Votivgaben ab. Insgesamt wurden über 100 historische und kulturelle Stätten gelistet. Im islamischen Mittelalter gehörte dieses Gebiet zur Region Tocharistan.

## Architektur

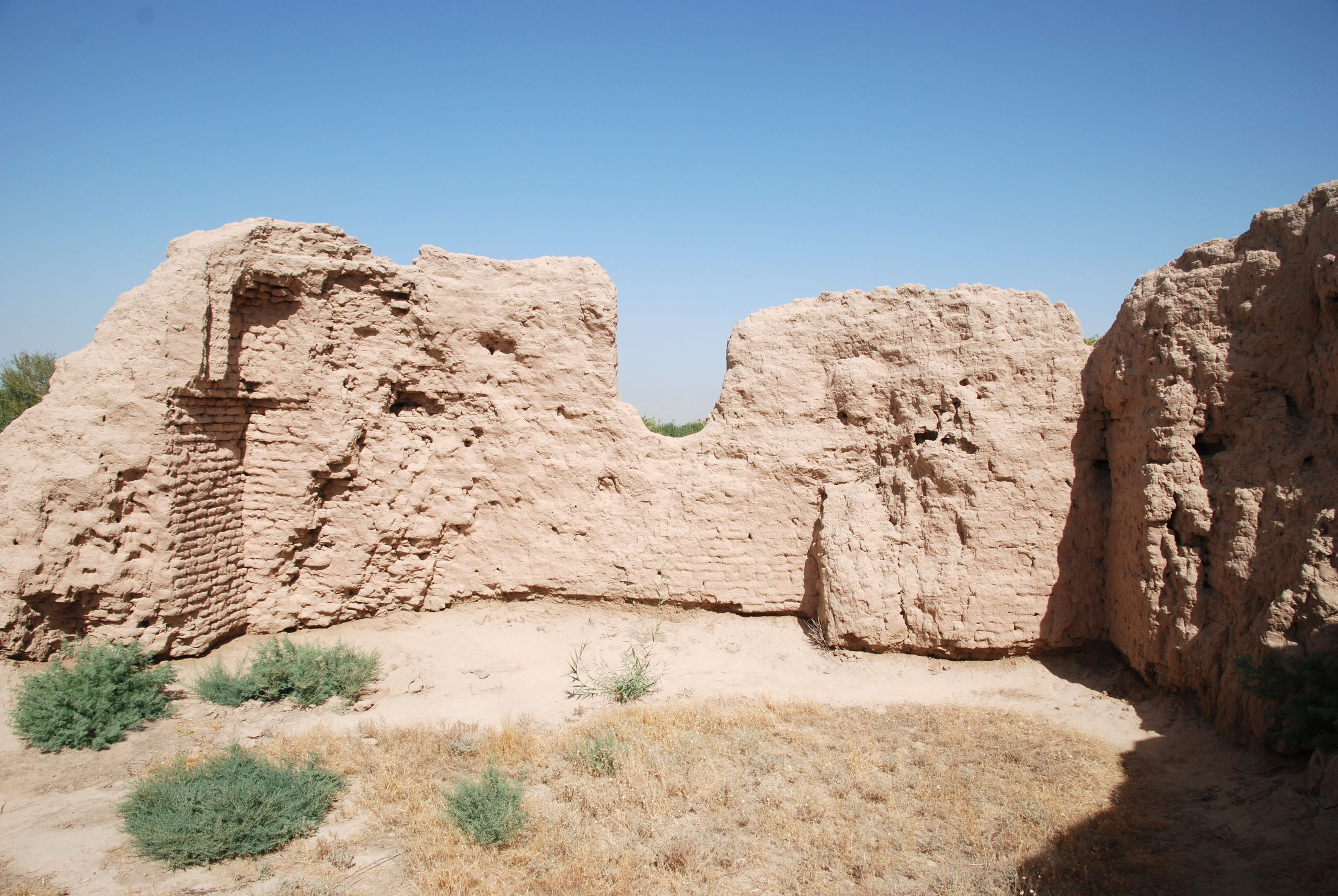
Nordostwand innen

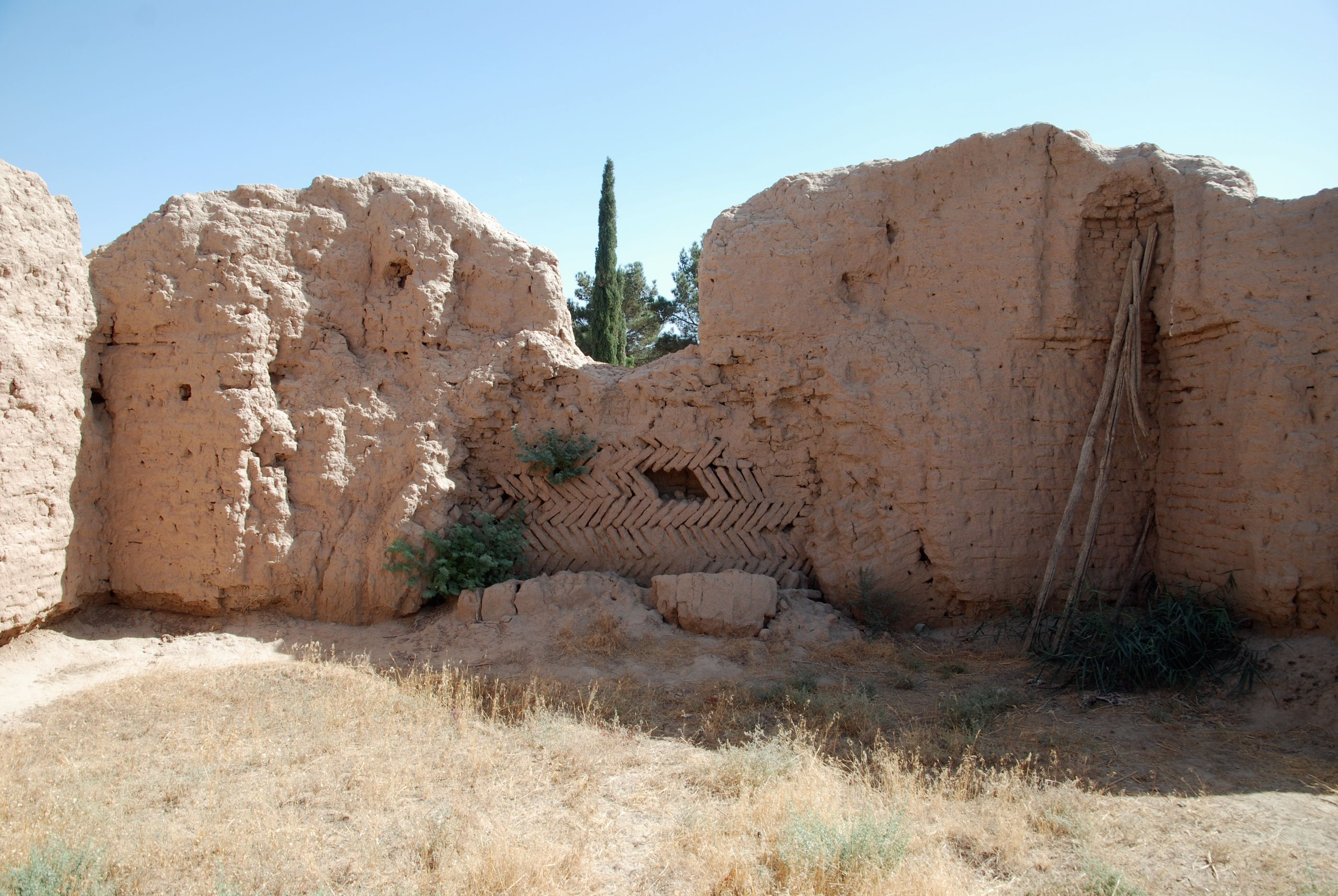
Südostwand gegenüber dem Eingang mit aufgestellten Ziegeln

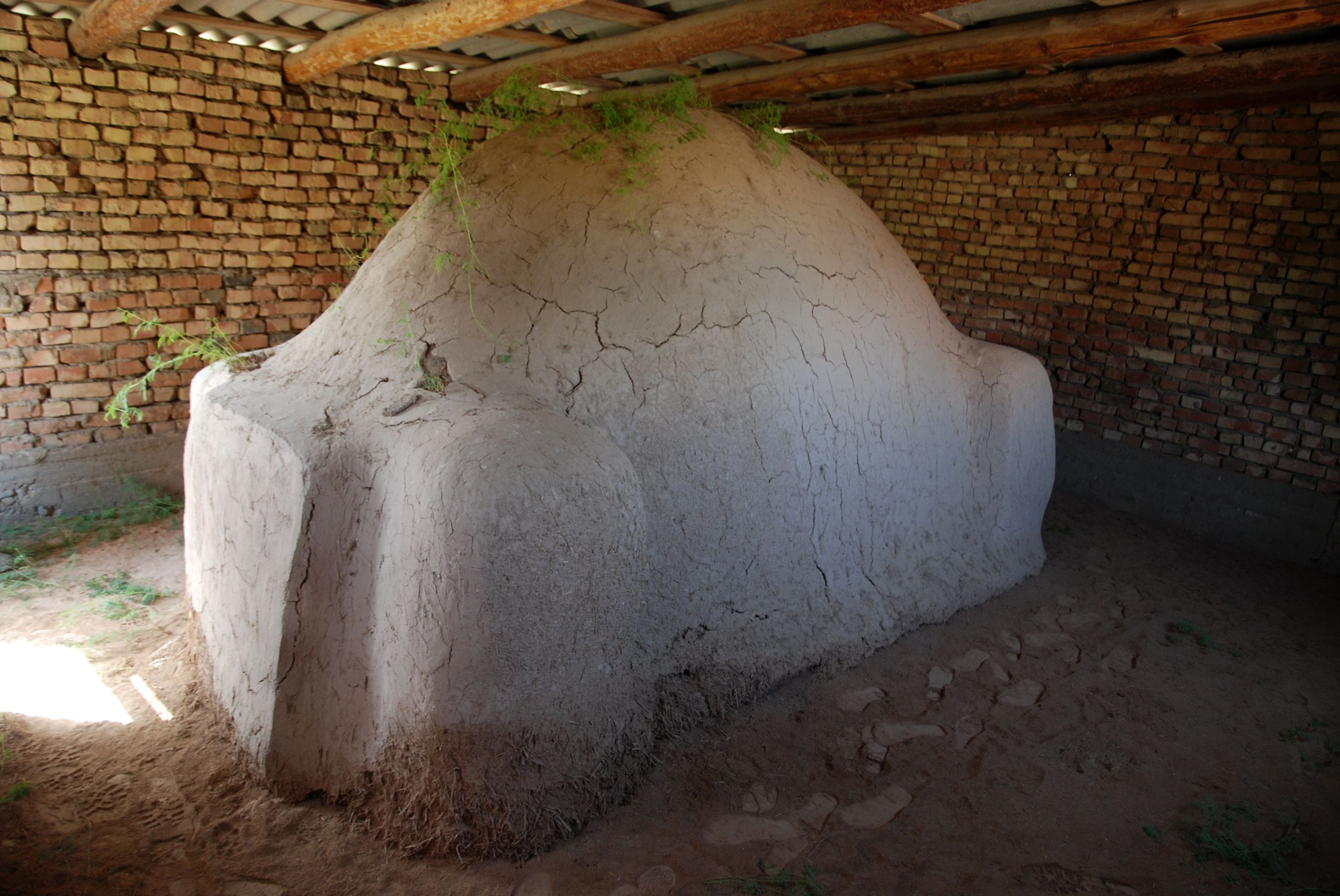
Verehrtes Grabmal im neuen Gebäude daneben

Im 8. und 9. Jahrhundert kam es durch die arabische Eroberung und Islamisierung im südlichen Zentralasien zu weitreichenden gesellschaftlichen Umwälzungen. In frühislamischer Zeit, im 7. und 8. Jahrhundert, war nach Aussagen im Koran die Verehrung von Heiligen und damit der Bau von Mausoleen nicht erlaubt. Die Gräber islamischer Persönlichkeiten sollten schlicht sein. Anfang des 9. Jahrhunderts wurde das Verbot zum Bau eines Familiengrabbaus erstmals durchbrochen. Den ersten Grabbau in Zentralasien errichteten die Samaniden in Buchara. Danach entwickelten sich Mausoleen (persisch gonbad, arabisch qubba) zu einer der wesentlichen islamischen Architekturgattungen. Der Bau von Mausoleen über den Gräbern herausragender politischer Führer und islamischer Heiliger wurde in Zentralasien vor allem unter den Karachaniden befördert, nachdem diese im 11. Jahrhundert den Islam zur Staatsreligion erklärt hatten. Grundlegend für den Baustil der Mausoleen in samanidischer Zeit wurde das aus einem Raum bestehende und von einer Kuppel überdeckte quadratische Gebäude. Zur möglichen Herkunft dieses Bautypus wird zum einen auf vorislamische, außerhalb von Städten errichtete Wohnfestungen (keschk) verwiesen. Diese waren monumentale zweigeschossige Bauten mit einem Wohngeschoss, das auf einer hohen Plattform stand. Beispiele sind die sogdische Palastfestung Tschilchudschra und die dortige Burg Urtakurgan. Eine andere Verbindung könnte zu den Mausoleen aus dem 1. Jahrtausend v. Chr. bestehen: den Gräberfeldern Tagisken-Nord (9. bis 8. Jahrhundert v. Chr.) und Ujgarak am Unterlauf des Syrdarja in der Provinz Qysylorda (Kasachstan) mit Mausoleen aus Lehmziegeln, Qoy Qırılg’an Qala (4. Jahrhundert v. Chr., in Choresmien) und Chirik-Rabat (3. Jahrhundert v. Chr., am Syrdarja in der Wüste Qysylqum, Kasachstan). Der quadratische Kuppelbau ist neben dem runden oder polygonalen Turm eine der beiden Grundformen der iranischen Mausoleums-Architektur und lässt sich hier auf den als Feuertempel dienenden Tschahar Taq der sassanidischen Zeit zurückführen.
Chodscha Sarbos bestand aus mächtigen Lehmziegelwänden auf einer quadratischen Grundfläche. Das Eingangsportal (peschtak) befand sich in der Nordwestseite. Das Mausoleum repräsentiert eine besondere südtadschikische Architekturschule des 11./12. Jahrhunderts, die durch rechteckige breite Nischen in der Mitte der Wandinnenseiten charakterisiert ist. Die Wände blieben teilweise bis in Höhe der Trompen erhalten, die in den Ecken zum achteckigen Zwischenglied unterhalb der Kuppel überführten. Die Wandreste sind überwiegend in horizontalen Lagen gemauert und waren mit Lehm verputzt, lediglich die Südostwand besteht innen im Bereich der Nische aus Reihen von schräg im Wechsel aufgestellten Ziegeln. Die Kuppel ist verschwunden.
Das Mausoleum war einem der sieben heiligen Brüder gewidmet. Der Namensbestandteil chodscha ist ein traditioneller muslimischer Ehrentitel in Zentralasien. Manche chodscha führen ihre Abstammungskette (silsila) über Fatima bint Mohammed und ihren Gatten Ali auf den Propheten Mohammed zurück. Sarbos bezeichnet in Tadschikistan und Usbekistan einen regulären Infanteriesoldaten des Emirs.
Die heutige Ruine ist ungeschützt der Witterung ausgesetzt, sie leidet unter Erosion durch starke Winde und Temperaturschwankungen zwischen heißen Sommer- und kalten Wintermonaten. Einer an allen vier Seiten umlaufenden Reihe von Pfostenfundamenten aus Beton nach zu urteilen, war eine Überdachung geplant. Westlich angrenzend steht ein neuer Memorialbau aus Ziegelwänden mit Flachdach. Der Raum beherbergt ein verehrtes Grabmal aus Stampflehm, das mit einem Kalkputz geweißt wurde. In einer Mulde an einer Ecke des Grabmals werden Maiskörner dargebracht.